# Monti della Crimea
I monti di Crimea (in ucraino: Кримські Гори Krymsʹki Hory, in russo: Крымские Горы Krymskye Gory, in tataro di Crimea: Qırım dağları) sono una catena montuosa che corre parallela alla costa sud-orientale della penisola di Crimea, nella Repubblica autonoma di Crimea (de facto amministrata dalla Russia ma internazionalmente riconosciuta come territorio dell'Ucraina) a circa 8-13 chilometri dal mare. Nel versante ovest le montagne scendono a picco verso il mar Nero, mentre ad est, mutano lentamente in un paesaggio di steppa. La catena montuosa è lunga circa 150 km e una larghezza massima di 50 km e una superficie di circa 7.500 km².
Nei monti di Crimea gli archeologi hanno trovato i resti dei primi esseri umani anatomicamente moderni in Europa, dei fossili di 32 000 anni.

## Geologia
I Monti della Crimea risalgono già al Giurassico (199-145 Ma), anche se i principali processi di formazione risalgono al Cretaceo inferiore (146-100 Ma) e arrivano fino al Quaternario.

Le montagne sono costituite in gran parte da depositi sedimentari di origine marina; infatti scisti, arenarie, conglomerati e calcari del Permiano, Triassico e Giurassico sono i componenti principali, anche se il calcare giurassico prevale nella composizione delle montagne.

## Montagne
I Monti di Crimea sono costituiti da tre sottocatene. I monti principali per importanza sono:
- Bashnya (610 m)
- Kush-Kaja (627 m)
- Mshatka-Kaja (650 m)
- Zamok (650 m)
- Shaan-Kaya (871 m)
- Morcheka (980 m)
- Treugolnik (1.000 m)
- Ay-Petri (1.234 m)
- Roman-Kosh (1.545 m)

## Passi
I principali passi sono:
- Passo di Angars'kyj (752 m) sulla strada tra Alushta e Sinferopoli.
- Passo Baydar (503 m) vicino Foros.
- Passo Laspi (329 m) sulla strada tra Jalta e Sebastopoli.

## Galleria d'immagini

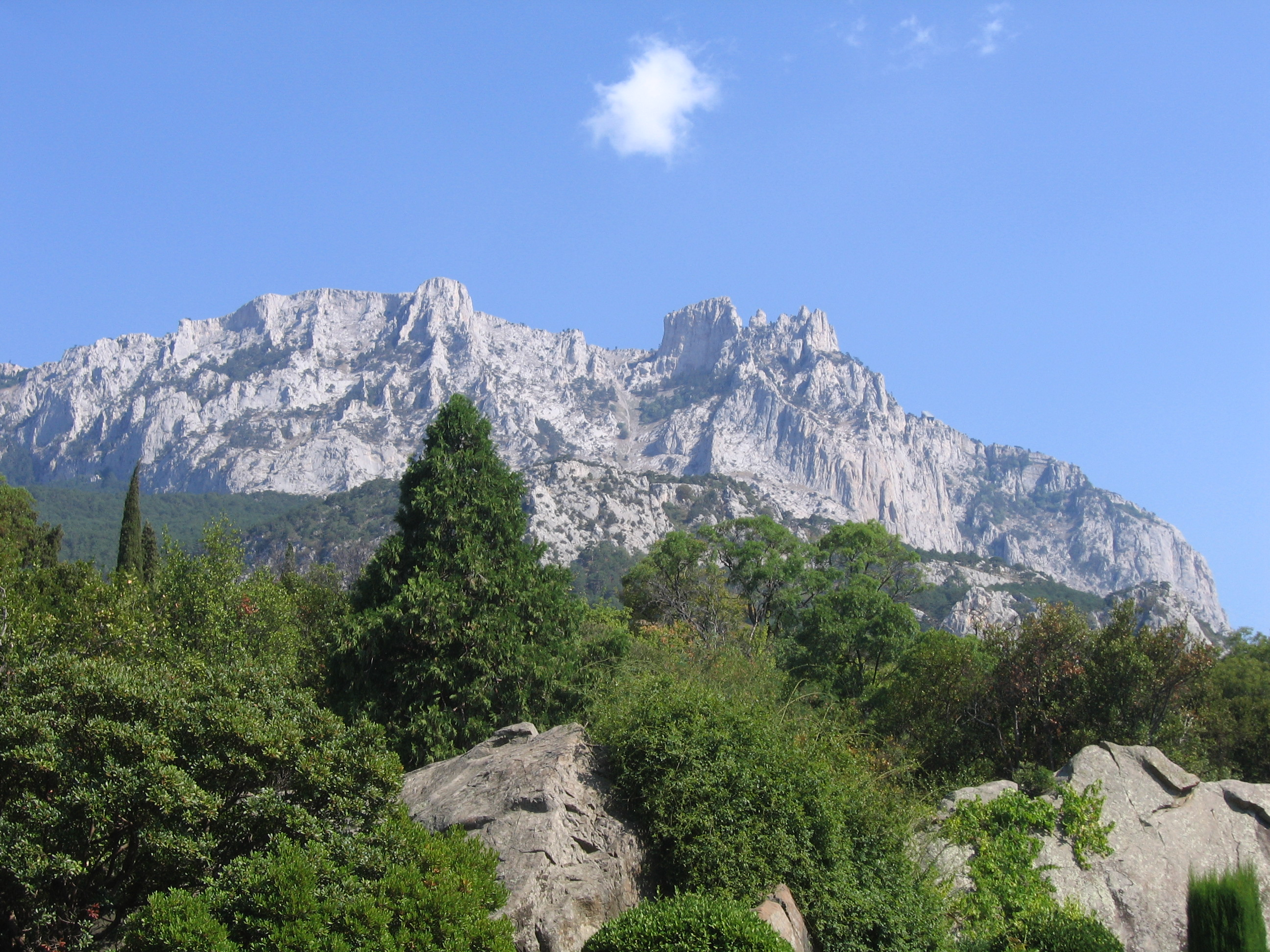
Vista del monte Ay-Petri (1.234 m).